# 닉 체스터
닉 체스터 (출생 1969년 3월 22)는 모터스포츠 엔지니어이다.

## 경력
체스터는 차량 시뮬레이션에서 심텍 리서치에 합류하여 1994년 포뮬러 원 엔트리로 이동했다. 그는 1995년 애로우즈로 이동했다. 처음에는 차량 시뮬레이션을 위해, 그 다음에는 서스펜션 디자인으로 이동했다. 그는 데이먼 힐과 페드로 디니즈의 퍼포먼스 엔지니어가 되었고, 그 후 미카 살로와 페드로 데 라 로사의 경주 엔지니어가 되었다.
2000년 체스터는 알렉산더 뷔르츠, 지안카를로 피시첼라, 마크 웨버의 테스트 엔지니어로 베네통에 합류했다. 그는 2001년 피시첼라와 2002년부터 2004년까지 야르노 트룰리의 퍼포먼스 엔지니어가 되어 이탈리아의 유일한 F1 우승(모나코 2004)을 감독했다.
체스터는 2005년 르노의 차량 성능 그룹(VPG)의 책임자 자리를 맡았고, 2005년과 2006년 르노의 더블 챔피언십 우승(F1 컨스트럭터스 챔피언십 및 페르난도 알론소 드라이버 챔피언십)에 기여했다. 체스터는 주요 혁신이었던 튜닝된 매스 댐퍼 시스템의 개발을 감독했다. 2010년에 체스터는 공연 시스템 책임자로 임명되었다.
2012년 체스터는 로터스의 엔지니어링 디렉터로 임명되어 E20과 E21 F1 자동차를 우승하는 경주에서 중요한 역할을 했다. 1년 후, 그는 제임스 앨리슨을 대신하여 팀의 기술 이사가 되었고, 따라서 2013년 5월부터 2020년 1월까지 엔스톤에서 나올 모든 포뮬러 원 자동차의 설계와 개발을 책임졌다.
2020년 1월 체스터는 르노의 팻 프라이로 교체되었다. 체스터는 2020년 7월 메르세데스-벤츠 EQ 포뮬러 E 팀에 기술 이사로 합류했다.
2023년 3월, 체스터는 포뮬러 1 프로젝트의 기술 디렉터로 안드레티 글로벌에 합류했다.

## 경력 타임라인
- 퍼포먼스 엔지니어 – 애로우즈 그랑프리 (1995–2000)
- 퍼포먼스 엔지니어 – 베네통 포뮬러 (2000–2001)
- 퍼포먼스 엔지니어 – 르노 F1 (2002–2005)
- 차량 퍼포먼스 그룹 책임자– 르노 F1 (2005–2010)
- 포퍼먼스 시스템 책임자 – 르노 F1 (2010–2012)
- 엔지니어링 감독 – 로터스 F1 (2012–2013)
- 기술 감독 – 로터스 F1  (2013–2015)
- 섀시 기술 감독 – 르노 F1 (2016–2019)
- 기술 감독 – 메르세데스-벤츠 포뮬러 E (2020–2022)
- 기술 감독 – 맥라렌 포뮬러 E (2022–2023)